# Wereldkampioenschappen skivliegen 2010
De wereldkampioenschappen skivliegen 2010 vonden van 18 tot en met 21 maart plaats in het Sloveense Planica op de grootste schans ter wereld, Letalnica bratov Gorišek.
De Oostenrijker Gregor Schlierenzauer was de titelverdediger. Hij raakte zijn titel kwijt aan wereldbekerwinnaar en olympisch kampioen Simon Ammann. Schlierenzauer wist wel samen met Wolfgang Loitzl, Thomas Morgenstern en Martin Koch de wereldtitel in de landenwedstrijd te veroveren.

## Programma
| Datum      | Uur   | Wedstrijd                                     |
| ---------- | ----- | --------------------------------------------- |
| 18/03/2010 | 11.00 | Kwalificatie, individuele wedstrijd           |
| 19/03/2010 | 14.15 | Eerste en tweede ronde, individuele wedstrijd |
| 20/03/2010 | 10.15 | Derde en vierde ronde, individuele wedstrijd  |
| 21/03/2010 | 10.10 | Eerste en tweede ronde, landenwedstrijd       |

## Uitslag individuele wedstrijd
| #      | Atleet                | Land | Sprongen                        | Startpoortje (comp.)                       | Wind- compensatie     | Punten (klass.)                           | Puntentotaal |
| ------ | --------------------- | ---- | ------------------------------- | ------------------------------------------ | --------------------- | ----------------------------------------- | ------------ |
| Goud   | Simon Ammann          | SUI  | 215,5 m 216,5 m 227,0 m 236,5 m | 22 (-2,9) 21 (0,0) 15 (+25,9) 14 (+29,6)   | +5,4 +6,7 -12,2 -10,3 | 214,6 (2) 231,0 (1) 238,6 (1) 251,6 (1)   | 935,8        |
| Zilver | Gregor Schlierenzauer | AUT  | 209,5 m 205,0 m 222,5 m 230,5 m | 22 (-2,9) 21 (+10,0) 15 (+25,9) 14 (+29,6) | +6,7 +9,7 -13,1 -14,1 | 208,7 (4) 219,7 (5) 234,3 (2) 247,6 (3)   | 910,3        |
| Brons  | Anders Jacobsen       | NOR  | 217,0 m 194,5 m 230,5 m 227,5 m | 22 (-2,9) 21 (+10,0) 17 (+17,8) 14 (+29,6) | +4,4 +6,4 -12,7 -8,5  | 214,4 (3) 197,3 (18) 233,7 (3) 248,6 (2)  | 894,0        |
| 4      | Adam Małysz           | POL  | 217,5 m 215,0 m 211,0 m 211,5 m | 22 (-2,9) 21 (+10,0) 15 (+25,9) 14 (+29,6) | +3,5 +6,2 -6,6 -10,1  | 215,5 (1) 227,7 (2) 225,0 (7) 225,8 (7)   | 893,6        |
| 5      | Robert Kranjec        | SLO  | 223,5 m 203,5 m 212,5 m 222,5 m | 24 (-10,0) 21 (+10,0) 15 (+25,9) 14 (29,6) | -2,7 +2,4 -8,9 -15,7  | 205,5 (7) 208,1 (7) 225,5 (5) 234,4 (4)   | 873,5        |
| 6      | Wolfgang Loitzl       | AUT  | 207,0 m 211,5 m 213,5 m 200,0 m | 22 (-2,9) 21 (+10,0) 15 (+25,9) 14 (+29,6) | +3,4 +1,0 -8,1 -14,0  | 204,4 (8) 220,8 (3) 229,5 (4) 210,6 (9)   | 865,3        |
| 7      | Thomas Morgenstern    | AUT  | 196,5 m 211,5 m 225,5 m 215,5 m | 22 (+2,9) 24 (0,0) 20 (+7,0) 14 (+29,6)    | +7,5 +2,3 -8,1 -15,8  | 192,9 (14) 210,1 (6) 225,5 (5) 226,9 (6)  | 855,4        |
| 8      | Antonín Hájek         | CZE  | 203,5 m 210,5 m 223,5 m 236,0 m | 24 (-10,0) 24 (0,0) 20 (+7,0) 19 (+10,4)   | +7,3 -1,0 -13,3 -15,7 | 195,0 (12) 206,1 (10) 216,4 (9) 227,4 (5) | 844,9        |
| 9      | Bjørn Einar Romøren   | NOR  | 214,5 m 196,5 m 205,5 m 223,0 m | 22 (-2,9) 21 (+10,0) 15 (+25,9) 16 (+22,2) | +0,4 +8,3 -13,4 -20,8 | 207,9 (5) 204,6 (12) 210,5 (11) 221,5 (8) | 844,5        |
| 10     | Martin Koch           | AUT  | 208,5 m 206,0 m 220,0 m 200,0 m | 22 (-2,9) 21 (+10,0) 17 (+17,8) 14 (+29,6) | +3,4 0,0 -11,9 -11,6  | 202,2 (9) 207,7 (8) 221,4 (8) 208,5 (10)  | 839,8        |

## Uitslag landenwedstrijd
| #      | Land       | Atleten               | Sprongen        | Puntentotaal |
| ------ | ---------- | --------------------- | --------------- | ------------ |
| Goud   | Oostenrijk | Wolfgang Loitzl       | 183,5 - 206,0 m | 1641,4       |
| Goud   | Oostenrijk | Thomas Morgenstern    | 215,5 - 198,0 m | 1641,4       |
| Goud   | Oostenrijk | Martin Koch           | 184,5 - 217,5 m | 1641,4       |
| Goud   | Oostenrijk | Gregor Schlierenzauer | 226,5 - 231,0 m | 1641,4       |
| Zilver | Noorwegen  | Anders Jacobsen       | 202,0 - 217,5 m | 1542,3       |
| Zilver | Noorwegen  | Anders Bardal         | 179,5 - 189,5 m | 1542,3       |
| Zilver | Noorwegen  | Johan Remen Evensen   | 197,5 -193,5 m  | 1542,3       |
| Zilver | Noorwegen  | Bjørn Einar Romøren   | 214,5 - 201,5 m | 1542,3       |
| Brons  | Finland    | Janne Happonen        | 202,5 - 213,5 m | 1474,3       |
| Brons  | Finland    | Olli Muotka           | 191,0 - 166,5 m | 1474,3       |
| Brons  | Finland    | Matti Hautamäki       | 195,5 - 194,5 m | 1474,3       |
| Brons  | Finland    | Harri Olli            | 215,0 - 190,5 m | 1474,3       |
| 4      | Polen      | Kamil Stoch           | 197,5 - 222,5 m | 1452,5       |
| 4      | Polen      | Łukasz Rutkowski      | 188,5 - 143,0 m | 1452,5       |
| 4      | Polen      | Stefan Hula           | 192,5 - 179,0 m | 1452,5       |
| 4      | Polen      | Adam Małysz           | 218,5 - 213,5 m | 1452,5       |
| 5      | Tsjechië   | Lukáš Hlava           | 181,5 - 203,5 m | 1399,2       |
| 5      | Tsjechië   | Jan Matura            | 180,5 - 186,5 m | 1399,2       |
| 5      | Tsjechië   | Borek Sedlák          | 187,5 - 180,5 m | 1399,2       |
| 5      | Tsjechië   | Antonín Hájek         | 191,5 - 205,5 m | 1399,2       |
| 6      | Slovenië   | Robert Hrgota         | 177,5 - 189,5 m | 1378,3       |
| 6      | Slovenië   | Jernej Damjan         | 177,0 - 178,0 m | 1378,3       |
| 6      | Slovenië   | Jurij Tepeš           | 181,5 - 170,5 m | 1378,3       |
| 6      | Slovenië   | Robert Kranjec        | 219,5 - 206,5 m | 1378,3       |
| 7      | Duitsland  | Michael Neumayer      | 194,0 - 193,5 m | 1332,9       |
| 7      | Duitsland  | Richard Freitag       | 164,5 - 156,5 m | 1332,9       |
| 7      | Duitsland  | Martin Schmitt        | 178,5 - 182,5 m | 1332,9       |
| 7      | Duitsland  | Michael Uhrmann       | 196,0 - 193,5 m | 1332,9       |
| 8      | Italië     | Sebastian Colloredo   | 173,5 - 189,0 m | 1219,6       |
| 8      | Italië     | Andrea Morassi        | 198,5 - 203,0 m | 1219,6       |
| 8      | Italië     | Roberto Dellasega     | 158,0 - 160,5 m | 1219,6       |
| 8      | Italië     | Diego Dellasega       | 131,0 - 162,5 m | 1219,6       |